# George Cornet
George Thomson Cornet (Inverness, Highland, 15 de juliol de 1877 – Rainhill, Merseyside, 22 d'abril de 1952) va ser un waterpolista escocès que va competir a cavall del segle xix i el segle xx. Va guanyar dues medalles d'or en la competició de waterpolo en els dos Jocs Olímpics que disputà: el 1908 i 1912. Entre 1897 i 1912 jugà disset partits defensant la selecció escocesa.